# Southeastern Pennsylvania Transportation Authority

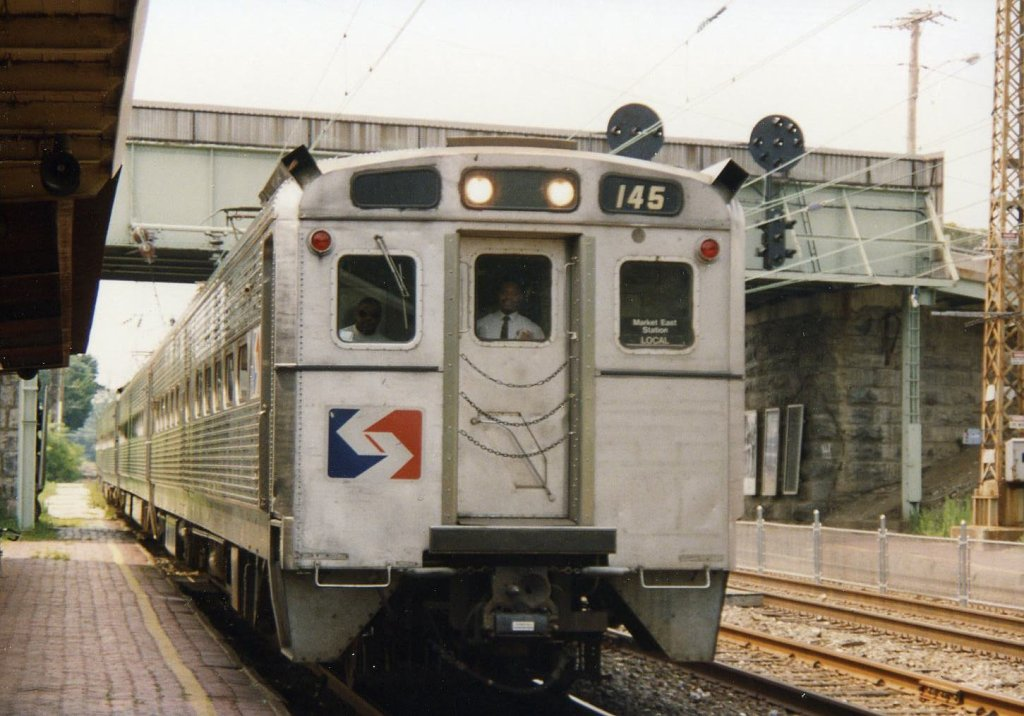
Un train de la SEPTA

Logo de la SEPTA

La Southeastern Pennsylvania Transportation Authority (SEPTA) (en français : « Régie des transports du sud-est de la Pennsylvanie ») est une compagnie de transport en commun qui dessert 3,8 millions d'habitants dans cinq comtés de l'agglomération de Philadelphie, dans l'État de Pennsylvanie aux États-Unis. La SEPTA a mis au point un concept de transport public multi-modal, qui comprend bus, métros, trams, et trains, elle assure également la construction, la réparation et le remplacement des infrastructures et du matériel roulant.
La SEPTA gère le cinquième plus grand réseau des États-Unis, avec 280 gares, plus de 700 km de voies ferrées, 2 295 véhicules et 196 lignes. Elle transporte en moyenne un million de passagers par jour en semaine.

## Le réseau actuel

### Métro
La SEPTA partage le métro de Philadelphie avec la PATCO, il est composé de deux lignes de métro lourd dans le centre-ville, la Market-Frankford Line qui roule d'est en ouest et la Broad Street Line qui traverse Philadelphie du nord au sud. 
Une troisième ligne souterraine, la Subway Surface Line roule le long de la Market-Frankford Line de 13th Street à 30th Street Station et regroupe cinq lignes de tramways (appelés Trolleys) vers West Philadelphia.

### Réseau de surface

#### Tramways
Le réseau compte 6 lignes de tramway. Cinq d'entre elles empruntent la Subway Surface Line.
| Ligne    | Longueur | Circulation sur la Subway Surface Line |
| -------- | -------- | -------------------------------------- |
| Ligne 10 | 18,7 km  | Oui                                    |
| Ligne 11 | 21 km    | Oui                                    |
| Ligne 13 | 18 km    | Oui                                    |
| Ligne 15 | 13,7 km  | Non                                    |
| Ligne 34 | 16,3 km  | Oui                                    |
| Ligne 36 | 26,1 km  | Oui                                    |
| Total    | 113,8 km |                                        |

## Sécurité
SEPTA compte plus de 14 000 accidents de bus entre 2016 et 2019 pour 45 millions de miles parcourus — environ 70 millions de kilomètres — dans des rues conçues dans les années 1780.
L'administration fédérale compte un accident de bus SEPTA pour 100 000 miles parcourus.
En comparaison, des réseaux de métro offrent une meilleure sécurité avec un accident pour 1,2 million de miles de train — environ 2 millions de kilomètres — à Houston et un accident pour 2,4 millions de miles de train —  environ 4 millions de kilomètres — à Chicago.
Les victimes sont indemnisées jusqu'à 250 000 dollars.